# Лукіно (Правдинський район)
Лукіно (рос. Лукино), до 1947 року — Клошенен (нім. Kloschenen) — селище в Правдинському районі Калінінградської області Російської Федерації. Входить до складу Правдинського міського поселення.